# 대한민국 국회 산업통상자원중소벤처기업위원회
산업통상자원중소벤처기업위원회(産業通商資源中小 - 企業委員會, 영어: Trade, Industry, Energy, SMEs and Startups Committee)는 산업·통상·자원·중소기업·벤처기업에 관한 국회의 의사결정 기능을 실질적으로 수행하는 국회 상임위원회이다.

## 설치 근거 및 소관 업무

### 설치 근거
- 국회법 [법률 제14840호, 2017.07.26 일부개정] 제37조[1]

### 소관 업무
- 산업통상자원부와 중소벤처기업부의 소관에 속하는 의안과 청원 등의 심사, 기타 법률에서 정하는 직무를 수행한다.

## 연혁
- 1948년 10월 2일: 상공위원회를 설치.
- 1988년 6월 15일: 동력자원위원회를 분리.
- 1993년 3월 6일: 상공위원회와 동력자원위원회를 상공자원위원회로 통합.
- 1995년 3월 3일: 상공자원위원회를 통상산업위원회로 개편.
- 1998년 3월 18일: 통상산업위원회를 산업자원위원회로 개편.
- 2008년 8월 25일: 산업자원위원회를 지식경제위원회로 개편.
- 2013년 3월 23일: 지식경제위원회를 산업통상자원위원회로 개편.
- 2017년 7월 26일: 산업통상자원위원회를 산업통상자원중소벤처기업위원회로 개편.

## 직무
대한민국의 산업통상자원부 장관 및 대한민국의 중소벤처기업부 장관의 인사청문회를 개최한다.

## 소관 부처
- 산업통상자원부
  - 통상교섭본부
- 중소벤처기업부
  - 특허청

## 위원 명단
| 위원정수 | 현원   | 더불어민주당 | 국민의힘 | 조국혁신당       | 새로운미래        |
| 29       | 29     | 16 | 9 | 1                | 1                 |
| -------- | ------ | --- | --- | ---------------- | ----------------- |
| 위원장   | 위원장 | | 이철규 - 강원 동해시태백시삼척시정선군 |                  |                   |
| 간사     | 간사   | 김원이 - 전남 목포시 | 이종배 - 충북 충주시 |                  |                   |
| 위원     | 위원   | - 권칠승 - 경기 화성시 병 - 김성환 - 서울 노원구 병 - 박범계 - 대전 서구 을 - 박정 - 경기 파주시 을 - 백재현 - 경기 광명시 갑 - 송갑석 - 광주 서구 갑 - 어기구 - 충남 당진시 - 우원식 - 서울 노원구 을 - 위성곤 - 제주 서귀포시 - 이훈 - 서울 금천구 - 최인호 - 부산 사하구 | - 곽대훈 - 대구 달서구 갑 - 김규환 - 비례대표 - 김기선 - 강원 원주시 갑 - 박맹우 - 울산 남구 을 - 윤한홍 - 경남 창원시 마산회원구 - 이철규 - 강원 동해시·삼척시 - 장석춘 - 경북 구미시 을 - 정우택 - 충북 청주시 상당구 - 정유섭 - 인천 부평구 갑 | 서왕진 -비례대표 | 김종민 - 비례대표 |

### 소위원회
| 소위원회                    | 소위원회 | 의원         | 의원     | 의원       | 의원       |
| 소위원회                    | 소위원회 | 더불어민주당 | 국민의힘 | 조국혁신당 | 새로운미래 |
| --------------------------- | -------- | ------------ | -------- | ---------- | ---------- |
| 법률안소위원회 (14인)       | 소위원장 |              |          |            |            |
| 법률안소위원회 (14인)       | 소위원   |              |          |            |            |
| 예산·결산소위원회 (12인)    | 소위원장 |              |          |            |            |
| 예산·결산소위원회 (12인)    | 소위원   |              |          |            |            |
| 청원소위원회 (3인)          | 소위원장 |              |          |            |            |
| 청원소위원회 (3인)          | 소위원   |              |          |            |            |
| 산업·무역소위원회 (8인)     | 소위원장 |              |          |            |            |
| 산업·무역소위원회 (8인)     | 소위원   |              |          |            |            |
| 통상.에너지소위원회 (12인)  | 소위원장 |              |          |            |            |
| 통상.에너지소위원회 (12인)  | 소위원   |              |          |            |            |
| 중소·기업특허소위원회 (9인) | 소위원장 |              |          |            |            |
| 중소·기업특허소위원회 (9인) | 소위원   |              |          |            |            |

## 소관 법률

### 산업통상자원부
- 기업활동 규제완화에 관한 특별조치법
- 대외무역법
- 무역업무자동화촉진에 관한 법률
- 무역거래기반 조성에 관한 법률
- 대한무역투자진흥공사법
- 수출보험법
- 불공정무역행위 조사 및 산업피해구제에 관한 법률
- 외국인투자촉진법
- 에너지및자원사업특별회계법
- 에너지이용 합리화법
- 집단에너지사업법
- 대체에너지개발 및 이용·보급촉진법
- 광업법
- 대한광업진흥공사법
- 광산보안법
- 해외자원개발 사업법
- 해저광물자원 개발법
- 고압가스 안전관리법
- 송유관 안전관리법
- 석유사업법
- 한국석유공사법
- 도시가스사업법
- 액화석유가스의 안전 및 사업관리법
- 한국가스공사법
- 전력산업구조개편촉진에 관한 법률
- 전기사업법
- 한국전력공사법
- 농어촌전화촉진법
- 전력기술관리법
- 전기공사업법
- 전기공사공제조합법
- 전원개발에 관한 특례법
- 발전소주변지역 지원에 관한 법률
- 석탄산업법
- 대한석탄공사법
- 폐광지역개발 지원에 관한 특별법
- 산업발전법
- 공업배치 및 공장설립에 관한 법률
- 자유무역지역의 지정등에 관한 법률
- 환경친화적 산업구조로의 전환촉진에 관한 법률
- 유통산업발전법
- 상공회의소법
- 전자거래기본법
- 기술이전촉진법
- 산업기술기반조성에 관한 법률
- 산업기술단지 지원에 관한 특례법
- 국가표준기본법
- 산업표준화법
- 계량에 관한 법률
- 전기용품안전 관리법
- 품질경영 및 공산품안전관리법
- 산업디자인진흥법
- 부품·소재전문기업 등의 육성에 관한 특별조치법
- 승강기제조 및 관리에 관한 법률
- 조선산업의 정상적 경쟁조건에 관한 법률
- 항공우주산업개발 촉진법
- 화학무기의 금지를 위한 특정화학물질의 제조·수출입규제 등에 관한 법률
- 염관리법
- 염업조합법
- 오존층보호를 위한 특정물질의 제조규제 등에 관한 법률
- 유전자변형생물체의 국가간이동등에 관한 법률
- 통상조약 체결 및 이행절차에 관한 법률
- 세계무역기구협정의 이행에 관한 특별법

### 중소벤처기업부
- 중소기업기본법
- 중소기업진흥 및 제품구매촉진에 관한 법률
- 여성기업지원에 관한 법률
- 중소기업의 구조개선과 재래시장활성화를 위한 특별조치법
- 중소기업의 사업영역보호 및 기업간협력증진에 관한 법률
- 중소기업협동조합법
- 소기업 및 소상공인지원을 위한 특별조치법
- 지역균형개발 및 지방중소기업 육성에 관한 법률
- 지역신용보증재단법
- 벤처기업육성에 관한 특별조치법
- 중소기업창업지원법
- 중소기업기술혁신 촉진법
- 지역특화발전특구에 대한 규제 특례법

### 특허청
- 특허관리특별회계법
- 발명진흥법
- 변리사법
- 부정경쟁방지 및 영업비밀보호에 관한 법률
- 상표법
- 디자인보호법
- 특허법
- 실용신안법
- 반도체집적회로의 배치설계에 관한 법률

## 참조
1. ↑  ① 상임위원회와 그 소관은 다음과 같다.
11. 산업통상자원중소벤처기업위원회
가. 산업통상자원부 소관에 속하는 사항
나. 중소벤처기업부 소관에 속하는 사항
2. ↑  “국회활동 > 위원회 > 위원회 현황”. 《대한민국 국회》. 2016-12-13 기준 명단
3. ↑  “위원회 소개 > 위원회 구성 > 소위원회”. 《산업통상자원중소벤처기업위원회》.[깨진 링크(과거 내용 찾기)] 2016-12-13 기준 명단